# Linaria imzica
Linaria imzica är en grobladsväxtart som beskrevs av Gómiz. Linaria imzica ingår i släktet sporrar, och familjen grobladsväxter. Inga underarter finns listade i Catalogue of Life.